# Comcast Spectacor
Comcast Spectacor (ранее просто Spectacor) — компания, расположенная в Филадельфии, Пенсильвания, и занимающаяся спортивным менеджментом. Ей принадлежат клубы «Филадельфия Флайерз» из Национальной хоккейной лиги, «Мэйн Маринерз» из Хоккейной лиги Восточного побережья, «Филадельфия Уингз» из Национальной Лиги Лакросса, Филадельфия Фьюжн из Лиги Овервотч. Ранее компании принадлежал баскетбольный клуб «Филадельфия 76» из Национальной баскетбольной ассоциации. Компания также управляет ареной «Веллс-Фарго-центр», а также несколькими общественными катками в Филадельфии, известными как Flyers Skate Zone. Круглосуточная региональная спортивная сеть Comcast SportsNet также принадлежит компании.
Spectacor была основана в 1974 году владельцем «Флайерз» Эдом Снайдером. В 1996 году он продал 63 % акций Spectacor компании Comcast и образовал компанию Comcast Spectacor. Вскоре после этого он купил клуб «Филадельфия 76» у которой он с 1971 года был владельцем домашней арены.

## Global Spectrum
Comcast Spectacor является главным владельцем Global Spectrum. Компания управляет различными сооружениями в США и Канаде, такими как аренами, стадионами, конвент-центрами, экспо-холлами, общественными катками и театрами. Список некоторых арен и сооружений, которыми управляет Global Spectrum:
- «Веллс Фарго-центр» и «Ваковия-спектрум» — спортивные арены в Филадельфии. «Ваковия-спектрум» названа в честь Global Spectrum.
- Стадион университета Финикс (Глендейл, Аризона)
- Chaifetz Arena в университете Сент-Луиса (Сент-Луис, Миссури)
- PPL Park (Честер, Пенсильвания)
- The John Labatt Centre (Лондон, Онтарио, Канада)
- The UCF Arena университета Центральной Флориды.
- BankUnited Center в университете Майами (Майами, Флорида)
- Mullins Center в университете Массачусетс (Амхерст, Массачусетс)
- Jerome Schottenstein Center в Университете штата Огайо (Колумбус, Огайо)
- The Fargodome (Фарго, Северная Дакота)
- Sun National Bank Center(Трентон, Нью-Джерси)
- Glens Falls Civic Center (Глен-Фоллс, Нью-Йорк)
- MassMutual Center (Спрингфилд, Массачусетс)
- St. Charles Convention Center (Сент-Чарльз, Миссури)
- Sioux Falls Convention Center (Су-Фолс, Южная Дакота)
- Overland Park Convention Center (Оверленд-Парк, Канзас)
- Comcast Arena at Everett (Эверетт, Вашингтон)
- WFCU Centre (Уинсор, Онтарио)
- Las Cruces Convention Center (Лас-Крусес, Нью-Мексико)